# Buhalnița, Neamț
Buhalnița este un sat în comuna Hangu din județul Neamț, Moldova, România.